# Надулкі-Майдани
Надулкі-Майдани (пол. Nadułki-Majdany) — село в Польщі, у гміні Бульково Плоцького повіту Мазовецького воєводства.
Населення — 60 осіб (2011).
У 1975-1998 роках село належало до Плоцького воєводства.

## Демографія
Демографічна структура станом на 31 березня 2011 року:
|          | Загалом | Допрацездатний вік | Працездатний вік | Постпрацездатний вік |
| -------- | ------- | ------------------ | ---------------- | -------------------- |
| Чоловіки | 29      | 3                  | 21               | 5                    |
| Жінки    | 31      | 4                  | 17               | 10                   |
| Разом    | 60      | 7                  | 38               | 15                   |